# Katharine Isabelle
Pour les articles homonymes, voir Isabelle et Murray.
Katharine Isabelle est une actrice canadienne née le 2 novembre 1981 à Vancouver en Colombie-Britannique au Canada.
Elle est connue pour son rôle de Vera Stone dans la série télévisée américaine The Order.

## Biographie
Katharine Isobel Murray est née le 2 novembre 1981 à Vancouver, en Colombie-Britannique, au Canada. Elle est la fille de Gail et de Graeme Murray. Son père est un directeur artistique et « production designer » (connu pour son travail sur la série The X-Files) ; sa mère Gail Murray est un écrivain et une productrice. Katharine est la sœur du journaliste Joshua Murray.

### Carrière
Sa carrière commence en 1989 quand elle joue le rôle de Chloe Hardy dans le film Cousins de Joel Schumacher.
En 2003, Katherine obtient le rôle de Gibb dans le film Freddy contre Jason, réalisé par le cinéaste Hongkongais Ronny Yu. La même année, Katherine a failli mourir d'une infection virale qui a provoqué un affaissement des poumons et une insuffisance rénale. Elle est tombée dans le coma et a dû être traitée à l'aide d'un respirateur. Isabelle a fait cette révélation en 2020, sur son compte Instagram.
L'actrice a également interprété le rôle de Ginger Fitzgerald dans Brigitte Fitzgerald dans le film Ginger Snaps (2000) ainsi que dans la suite, Ginger Snaps : Résurrection, et le préquel Ginger Snaps : Aux origines du mal (2004).
Deux ans plus tard, Isabelle est apparue dans le film Insomnia. Dans ce thriller policier réalisé par Christopher Nolan, l'actrice joue aux côtés d'Al Pacino, Robin Williams et Hilary Swank. En 2012, Isabelle joue dans le film d'horreur American Mary. Le film a été présenté pour la première fois au festival du film FrightFest de Londres le 27 août 2012. Il a fait l'objet d'une exploitation limitée en salles aux États-Unis le 31 mai 2013 et est devenu disponible en vidéo à la demande le 16 mai 2013. Ce rôle lui a valu de nombreuses récompenses lors de divers festivals de films d'horreur, notamment les "Fangoria Chainsaw Awards".
En 2008, Isabelle a reçu le Gemini Award de la meilleure performance d'une actrice dans un second rôle dans un programme dramatique ou une mini-série pour son rôle dans The Englishman's Boy. Elle a ensuite retrouvé Perkins dans Another Cinderella Story, où elles jouaient les filles du personnage de Jane Lynch.
En avril 2018, Netflix annonce qu'elle rejoint le casting principal aux côtés de Jake Manley et Sarah Grey dans la série télévisée américaine The Order, dans le rôle de Vera Stone. La série est diffusée depuis le 7 mars 2019 sur Netflix,.

## Filmographie

### Cinéma
- 1989 : Cousins de Joel Schumacher : Chloe Hardy
- 1989 : Cold Front de Allan A. Goldstein : Katie McKenzie
- 1989 : Adieu mon hiver de Aaron Kim Johnston : Winnie Jamison
- 1989 : Famille immédiate de Jonathan Kaplan : la fille de l'anniversaire
- 1992 : Face à face (Knight Moves) de Carl Schenkel : Erica Sanderson
- 1996 : Salt Water Moose (en) de Stuart Margolin : Josephine Parnell
- 1998 : Comportements troublants de David Nutter : Lindsay Clark
- 2000 : Jour blanc (Snow Day) de Chris Koch : Marla
- 2000 : Ginger Snaps de John Fawcett : Ginger Fitzgerald
- 2001 : Josie et les Pussycats de Harry Elfont et Deborah Kaplan : Une des filles qui rient
- 2001 : Turning Paige (en) de Robert Cuffley : Paige Fleming
- 2001 : Bones de Ernest R. Dickerson : Tia
- 2001 : Shot in the Face de Dave Hansen : Erin
- 2002 : Spooky House de William Sachs : Mona
- 2002 : Insomnia de Christopher Nolan : Tanya Francke
- 2003 : Freddy contre Jason de Ronny Yu : Gibb
- 2003 : Falling Angels (en) de Scott Smith : Lou Field
- 2003 : On the Corner de Nathaniel Geary : Stacey Lee
- 2004 : Ginger Snaps : Aux origines du mal de Grant Harvey : Ginger Fitzgerald
- 2004 : Ginger Snaps : Résurrection de Brett Sullivan : Ginger Fitzgerald
- 2004 : Show Me (en) de Cassandra Nicolaou : Jenna
- 2006 : Everything's Gone Green (en) de Paul Fox : Heather
- 2006 : Show Me (en) de Cassandra Nicolaou : Jenna
- 2008 : Comme Cendrillon 2 de Damon Santostefano : Bree
- 2009 : Rampage - Sniper en liberté de Uwe Boll : Beauty Staff
- 2009 : Favourite People List de Joshua Murray : Denise Moynahan (court métrage)
- 2010 : Frankie et Alice de Geoffrey Sax : Paige
- 2010 : Hard Ride to Hell de Penelope Buitenhuis : Kerry
- 2010 : 30 Jours de nuit : Jours sombres de Ben Ketai : Stacey
- 2011 : Vampire de Shunji Iwai : Lapis Lazuli
- 2012 : American Mary de Jen Soska et Sylvia Soska : Mary Mason
- 2012 : The Movie Out Here (en) de David Hicks : Danielle
- 2012 : Random Acts of Romance de Katrin Bowen : Bud
- 2013 : Victims de Chris Abell : Lindsay
- 2013 : 13 Eerie de Lowell Dean : Megan
- 2013 : The Spirit Game de Craig Goodwill : Kate Fox (court métrage)
- 2013 : Cinemanovels (en) de Terry Miles : Charlotte
- 2013 : Lawrence & Holloman de Matthew Kowalchuk : Zooey
- 2013 : Torment de Jordan Barker : Sarah Morgan
- 2014 : Primary de Ross Ferguson : Andrea
- 2014 : See No Evil 2 de Jen Soska et Sylvia Soska : Tamara
- 2014 : 88 (en) de April Mullen : Gwen
- 2015 : The Girl in the Photographs (en) de Nick Simon : Janet
- 2015 : How to Plan an Orgy in a Small Town de Jeremy Lalonde : Alice Solomon
- 2016 : Countdown (en) de John Stockwell : Julia Baker

### Télévision

#### Séries télévisées
- 1989 : Unsub : Gina
- 1989 : MacGyver (saison 5, épisode 11 La vierge disparue) : Violet
- 1990 : Le Ranch de l'espoir (en) (Neon Rider) : Maxine Forrest
- 1992 : Ray Bradbury présente (en) : Mink
- 1995 : Lonesome Dove : Francis Maitland
- 1996 : Chair de poule : Kate Merton (saison 1 épisode 14, Terreur sous l’évier)
- 1996 : Le Titanic : Ophelia Jack
- 1997 : Madison (en) : Allysia Long
- 1998 : X-Files : Aux frontières du réel : Lisa Baiocchi (épisode Schizogonie)
- 1998-1999 : Coroner Da Vinci : Audrey / Madeline Marquetti
- 1998 et 1999 : First Wave : Elizabeth / Denise
- 1999 : Traque sur Internet (The Net) : Malika
- 2000 : The Fearing Mind (en) : Josie Hogan
- 2001 : L'Invincible (The Immortal) : Taurez
- 2001 : The Chris Isaak Show : Melissa
- 2001 : Les Nuits de l'étrange (Night Visions) : Vicki
- 2002 : Au-delà du réel : L'aventure continue : Tammy Sinclair
- 2002 : Mentors : Anne Sullivan
- 2002 : John Doe : Shayne Pickford
- 2003 : Smallville : Sara Conroy Conroy (saison 3 épisode 4)
- 2004 : The Eleventh Hour (en) : Petrel
- 2004 : La Prophétie du sorcier (Earthsea) : Yarrow
- 2005 : Young Blades (en) : Celeste Le Rue
- 2006 : Stargate SG-1 : Valencia (saison 9 épisode 20 : la première vague)
- 2006 : Réunion : Destins brisés : Courtney
- 2007 : Supernatural : Ava Wilson (2 épisodes)
- 2008 : The Englishman's Boy : Norma Carlyle
- 2008 : Sanctuary : Sophie (saison 1 épisode 6 : Les Nubins)
- 2008 : et 2014 : Psych : Enquêteur malgré lui : Sigrid / Priscilla Morgenstern
- 2009 : Heartland : Mindy Fanshaw (saison 2 épisode 11)
- 2009 : The L Word : Marci Salvatore (saison 6 épisode 4 : La livreuse)
- 2009 : The Assistants (en) : Paulette Reubin
- 2009 : The Good Wife : Cindy Lewis
- 2011 : Health Nutz : Jennifer
- 2011 : Le Fou de l'hôtel (Endgame) : Danni
- 2012 : Flashpoint : Maddie
- 2013 : Motive : Leanne
- 2013 : À l'aube de la destruction : Calla
- 2013 : Retour à Cedar Cove : Cecilia Rendall
- 2013-2014 : Being Human : Suzanna Waite
- 2014-2015 : Hannibal : Margot Verger
- 2015 : Rookie Blue : Détective Frankie Anderson
- depuis 2019 : The Order : Chancelière Vera Stone (rôle principal)
- 2024  :  Tracker : Mallory Banks (saison 1 épisode 5 : Saint-Louis)

#### Téléfilms
- 1989 : Last Train Home de Randy Bradshaw : Sarah Bradshaw
- 1990 : Burning Bridges de Sheldon Larry : Emily Morgan
- 1991 : Le Messager de l'espoir de Charles Jarrott : Virginia O'Hanlon
- 1995 : La Croisée des destins (en) de David Greene : Young Rachel
- 1996 : Prisoner of Zenda, Inc. (en) de Stefan Scaini : Fiona
- 1997 : Married to a Stranger (en) de Sidney J. Furie : Lacey Potter
- 1998 : Voyage of Terror (en) de Brian Trenchard-Smith : Aly Tauber
- 2002 : Le Choix de l'amour (Due East) de Helen Shaver : Reba
- 2002 : La Vie secrète de Zoé (The Secret Life of Zoey) de Robert Mandel : Kayla
- 2002 : Carrie de David Carson : Tina Blake
- 2004 : La Mise finale (en) (The Last Casino) de Pierre Gill : Elyse
- 2004 : The Life (en) de Lynne Stopkewich : Amber Reilly
- 2006 : 8 jours pour mon fils (Eight Days to Live) de Norma Bailey : Lucinda
- 2006 : Ma Fille en danger (Engaged to Kill) de Matthew Hastings : Maddy Lord
- 2006 : Rapid Fire (en) de Kari Skogland : Amber
- 2008 : Ogre de Steven R. Monroe : Jessica
- 2008 : Mariage par correspondance (Mail Order Bride) de Anne Wheeler : Jen
- 2009 : Mort en beauté (Killer Hair) de Jerry Ciccoritti : Cherise Smithsonian
- 2009 : Un crime à la mode (Hostile Makeover) de Jerry Ciccoritti: Cherise Smithsonian
- 2009 : La Créature de Sherwood (Beyond Sherwood Forest) de Peter DeLuise : Alina
- 2010 : Il suffit d'un premier pas (Sins of the Mother) de Paul A. Kaufman : Ivy
- 2010 : Écran de fumée (Smoke Screen) de Gary Yates : Wife
- 2013 : La loi de Goodnight (Goodnight for Justice : Queen of Hearts) de Martin Wood : Lucy Truffaut
- 2016 : L'amour tombé du ciel de Steven R. Monroe : Robin

## Distinctions
Sauf indication contraire, les informations mentionnées dans cette section peuvent être confirmées par la base de données cinématographiques IMDb,  présente dans la section « Liens externes ».

### Récompenses
- 2008 : Gemini Awards de la meilleure actrice dans un second rôle dans une mini-série où un téléfilm dramatique pour The Englishman's Boy
- 2012 : Austin Fantastic Fest de la meilleure actrice pour American Mary
- 2012 : Screamfest de la meilleure actrice pour American Mary
- 2012 : Toronto After Dark Film Festival de la meilleure actrice pour American Mary
- 2013 : Fright Meter Awards de la meilleure actrice pour American Mary
- 2014 : Fangoria Chainsaw Awards de la meilleure actrice pour American Mary
- 2014 : Leo Awards de la meilleure actrice invitée dans une série télévisée dramatique pour Motive
- 2016 : Canadian Filmmakers' Festival de la meilleure distribution dans une comédie pour How to Plan an Orgy in a Small Town partagée avec Jewel Staite, Ennis Esmer, Lauren Lee Smith, Mark O'Brien, Jonas Chernick, Tommie-Amber Pirie, James McGowan, Natalie Brown, Kristian Bruun, Lauren Holly et Gugun Deep Singh.

### Nominations
- 2002 : Fangoria Chainsaw Awards de la meilleure actrice pour Ginger Snaps
- 2011 : Gemini Awards de la meilleure actrice dans un second rôle dans une série télévisée dramatique pour Le Fou de l'hôtel
- 2014 : Fright Meter Awards de la meilleure actrice dans un second rôle pour See No Evil 2
- 2014: Leo Awards de la meilleure actrice dans un second rôle pour Lawrence & Holloman
- 2015 : Leo Awards de la meilleure actrice principale pour Primary
- 2019 : Leo Awards de la meilleure actrice dans un second rôle dans une série télévisée dramatique pour The Order